# 함안중학교 축구부
함안중학교 축구부는 경상남도 함안군에 위치한 함안중학교의 축구부이다. 함안중학교가 운영하는 축구부로 1961년에 창단하였다.

## 같이 보기
- 함안중학교